# Crema de llibres

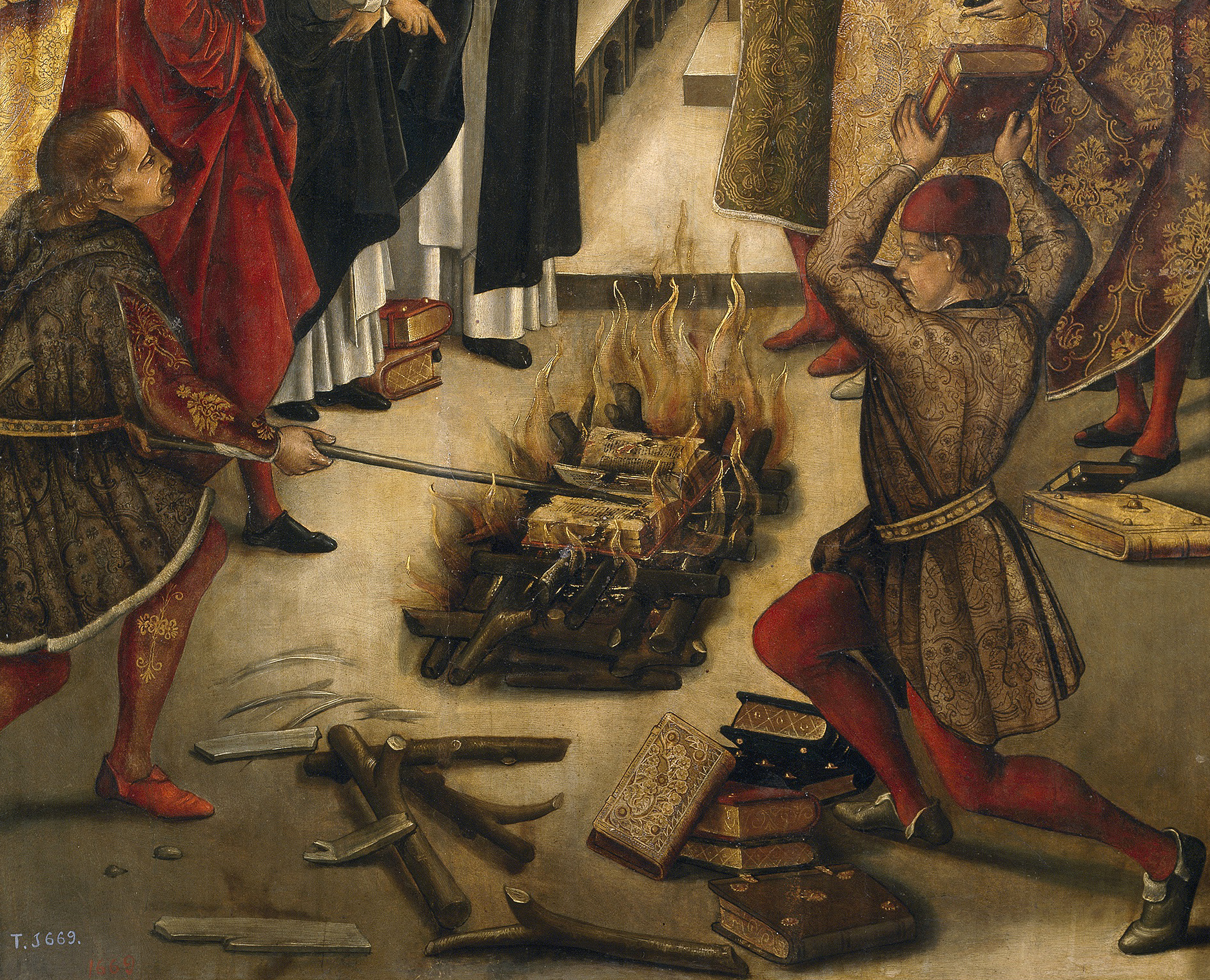
Detall de Santo Domingo i els càtars, de Pedro Berruguete, en el qual es mostra el miracle en què els escrits del sant salten de la foguera, salvant-se de les flames de l'ordalia o Judici de Déu, mentre que es consumeixen els escrits dels càtars.

La crema de llibres consisteix en la destrucció feta amb foc de manera ritual de llibres o altres materials escrits, normalment realitzats en un context públic. La crema de llibres representa un element de censura i sol procedir d'una oposició cultural, religiosa o política als documents en qüestió.
En alguns casos, les obres destruïdes són insubstituïbles i la seva crema suposa una greu pèrdua pel patrimoni cultural de la humanitat. En són exemples la crema de llibres i l'enterrament d'intel·lectuals sota la dinastia Qin de la Xina (213–210 aC), l'abandonament de la Casa de la Saviesa de Bagdad (1258), la destrucció de còdexs mexiques per Itzcoatl (1430), la crema de còdexs maies per ordre del bisbe Diego de Landa (1562) o la Crema de la Biblioteca Pública de Jaffna a Sri Lanka (1981).
En altres casos, com ara la crema de llibres a l'Alemanya nazi, hi sobreviuen exemplars dels llibres destruïts, però el cas de la crema de llibres es converteix en emblemàtic d'un règim dur i opressiu que busca censurar o silenciar algun aspecte de la cultura dominant.
La crema de llibres pot ser un acte de menyspreu pel contingut del llibre o l'autor, i es pretén cridar l'atenció a un públic més àmpli sobre l'opinió del que la practica.
La destrucció d'art està relacionada amb la crema de llibres, tant perquè pot tenir connotacions culturals, religioses o polítiques similars, com perquè en diversos casos històrics es van destruir llibres i obres d'art de forma simultània.
En temps moderns, altres formes de suports, com ara discs fonogràfics, cintes de vídeo i CD també han estat cremats, triturats o destrossats.
Quan la crema és generalitzada i sistemàtica, la destrucció de llibres i suports pot esdevenir un component significatiu de genocidi cultural.

## Antecedents històrics

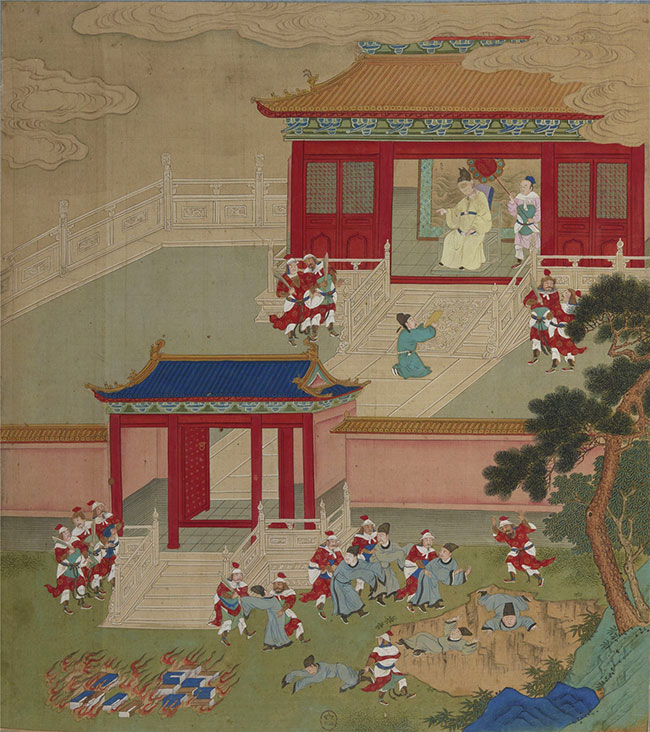
Crema de llibres i enterrament d'intel·lectuals el 210–213 aC (pintura xinesa del)

La crema de llibres té una llarga història com a eina que s'ha utilitzat per les autoritats tant laiques com religioses, en els seus esforços per suprimir les visions dissidents o herètiques que es perceben que representen una amenaça per a l'ordre establert.

### Segle VII aC
Segons la Tanakh (Bíblia hebrea), al segle vii aC, el rei Joiaquim de Judà va cremar part d'un rotlle que Baruch ben Neriah havia escrit al dictat del profeta Jeremies (Jeremies 36).

### Crema de llibre i enterrament d'investigadors a la Xina (210–213 aC)
L'any 213 aC Qin Shi Huangdi, el primer emperador de la dinastia Qin, va ordenar la crema de llibres i l'enterrament d'intel·lectuals i el 210 aC va ordenar l'enterrament viu de 460 intel·lectuals de Confuci per tal de romandre al seu tron. Alguns d'aquests llibres van ser escrits a Shang Xiang, una escola superior fundada el 2208 aC. L'esdeveniment va provocar la pèrdua de molts tractats filosòfics de les Cent escoles de pensament. Van sobreviure els tractats que defensaven la filosofia oficial del govern (" Escola de les Lleis ").

### Crema de llibres cristians
Als Fets dels apòstols del Nou Testament, s'afirma que Pau va realitzar un exorcisme a Efes. Després que els homes d'Efes no aconseguissin la mateixa gesta, molts van renunciar a les seves "arts curioses" i van cremar els llibres perquè, segons sembla, no funcionaven. 
 I molts que van creure, van venir a confessar-se i van mostrar les seves accions. Molts d'ells que també feien servir arts curioses, van reunir els seus llibres i els van cremar davant de tots els homes; i van comptar el preu dels mateixos i van trobar-hi cinquanta mil peces de plata. 
 Després del Primer Concili de Nicea (325 a. C.), l'emperador romà Constantí el Gran va publicar un edicte contra els arians no trinitaris que incloïa una prescripció per a la crema sistemàtica de llibres: 
 "A més, si s'hauria de trobar alguna escriptura composta per Arri, s'hauria de llençar a les flames, de manera que no només es perdi la maldat del seu ensenyament, sinó que no es deixarà res ni per recordar-li a ningú. I faig una ordre pública que, si es descobreix que algú ha amagat un escrit compost per Arri i que no l'havia presentat i destruït immediatament pel foc, la seva pena serà la mort. Tan aviat com sigui descobert en aquest delicte, serà sotmès a pena de mort. . . . . " 
 Segons Elaine Pagels, "Al 367 dC, Atanasi d'Alexandria, el zelós bisbe d'Alexandria... va emetre una carta de Pasqua en la qual exigia que els monjos coptes destruïssin tots aquests escrits inacceptables, tret dels que ell qualificava específicament com a" acceptables fins i tot canònics. Una llista que constitueix l'actual Nou Testament ".Pagels cita la carta de Pascual d'Atanasius (carta 39) del 367 dC, que prescriu un cànon, però la seva citació "neteja l'església de tota profanació" (pàgina 177) no apareix explícitament a la carta de Festes. Els textos herètics no es mostren com a palimpsests, raspats nets i sobreescrits, com també ho fan molts textos de l'antiguitat clàssica. Segons l'autora Rebecca Knuth, multitud de textos de principis del cristianisme van ser destruïts" com si haguessin estat cremats públicament.

#### Crema de llibres nestorians
L'activitat de Ciril I d'Alexandria (ca. 376-444) feu cremar gairebé tots els escrits de Nestori (386–450) poc després del 435. "Els escrits de Nestori eren originàriament molt nombrosos", no obstant això, no van formar part del currículum teològic nestorià ni oriental fins a mitjan segle VI, a diferència dels del seu mestre Teodor de Mopsuèstia, i els de Diodor de Tars. Tot i així no eren textos claus, de manera que relativament pocs sobreviuen intactes.

#### Crema de llibres arians
Segons la Crònica de Fredegar, Recared, rei dels visigots (va regnar 586–601) i primer rei catòlic d'Hispania, després de la seva conversió al catolicisme el 587, va ordenar que tots els llibres arians fossin recollits i cremats. Tots els llibres de teologia ariana es van reduir a cendres, juntament amb la casa en la qual havien estat recollits amb intenció. Aquests fets demostren que l'Edicte de Milà de Constantí sobre les obres d'Arrià no es va seguir rigorosament, ja que els escrits arians o la teologia basada en els mateixos, va sobreviure a la seva crema molt després a la Península Ibèrica.

#### Crema de manuscrits jueus el 1244
El 1244, com a resultat de la disputa de París, vint càrrecs de carrosses de talmuds i altres manuscrits religiosos jueus van ser incendiats per agents de dret francesos als carrers de París.

#### Crema de llibres càtarsseglexiii
En el segle xiii l'Església catòlica persegueix els heretges càtars. Sant Domènec (Domènec de Guzman) fundador de l'Orde dels Predicadors, es troba en el procés de la destrucció dels càtars titllats d'heretgia a través del procés conegut com a prova de foc. Els efectes sobre la cultura càtaria de la croada albigesa va estar representada artísticament per Pedro Berruguete en l'obra Sant Domènec i els albigesos. En la mateixa es reflecteix com un llibre flota a l'aire de forma miraculosa, mostrant el seu origen catòlic, per la qual cosa sobreviu a la destrucció.

#### Foguera de les vanitats de 1497
La coneguda com a Foguera de les vanitats, va ocórrer el 7 de febrer de 1497, quan seguidors del monjo Girolamo Savonarola van recollir i cremar en públic milers d'objectes de Florència, entre els quals hi havia llibres, durant la festa de Dimarts de Carnaval al considerar-los pecaminosos.

#### Crema de manuscrits granadins 1499-1500
El Cardenal Cisneros, un cop executada l'expulsió dels jueus el 1492 pel Decret de l'Alhambra, va ordenar la crema de manuscrits granadins, també coneguda com a "Crema de Bib-Rambla". Mes de 4000 manuscrits de la Biblioteca de la Madrassa de la ciutat de Granada van ser destruïts pel foc en un intent d'erradicar qualsevol vestigi de la cultura nassari.

#### Crema de llibres a Granada 1511
Al començamenst de segle xvi, un decret de Joana de Castella va obligar els residents de Granada tenien l'obligació de lliurar a les autoritats castellanes els llibres escrits en àrab, conservant només els que tractéssin sobre temes mèdics, que es conserven a la Biblioteca de l'Escorial, i que es cremés la resta.

#### Crema de manuscrits asteques i maies a la dècada de 1560
Durant la conquesta d'Amèrica després de la trobada entre civilitzacions europees i indígenes americanes (vegeu Colonització europea d'Amèrica), es van destruir molts llibres escrits per pobles indígenes. N'hi havia molts llibres escrits pels asteques que existien en l'època de la conquesta espanyola de Yucatán al segle xvi. No obstant això, la majoria van ser destruïts pels conquistadors i els sacerdots catòlics, a excepció de l'obra del sacerdot Bartolome de la Casas. En particular, molts llibres a Yucatán foren ordenats destruïts pel bisbe Diego de Landa el juliol de 1562. De Landa va escriure: "Hem trobat una gran quantitat de llibres en aquests personatges i, com que no contenien res en què no es considerés la superstició i la mentida del diable, els vam cremar tots, cosa que ells (els maies) van lamentar. grau increïble, que va causar molta aflicció ". Irònicament, la majoria dels llibres destruïts pels europeus estaven esbiaixats i es basaven en la versió de la població asteca de la història de la regió. Els asteques havien conquerit anteriorment la zona i destruït molts dels llibres i documents maies.

### Crema d'Abadies a l'Anglaterra dels Tudor i Stuart
El cisma entre l'Església d'Anglaterra i la de l'Església Catòlica Romana va assolir un punt d'inflexió durant els períodes Tudor i Stuart d'Anglaterra (1485-1603, 1603-1714), quan els ciutadans lleials a la Corona i el país van saquejar Abadies i Monestirs a través del territori, robant els seus valuosos llibres per cremar, degradar o destruir-los. L'article de David Cressy (2005), " Burning Book" a Tudor i Stuart, Anglaterra, traca sobre la mecànica d'aquestes cremes de llibres i la manera com es va fer desaparèixer la seguretat als ciutadans; i en que tothom va participar en aquest “espectacle”. "Al llarg dels segles xvi i xvii la crema de llibres es va desenvolupar d'un esdeveniment rar a ocasional, va passar a ser d'una activitat externa a interna, i va esdevenir una representació burocràtica a una quasi teatral"

### Crema de la Biblioteca del Congrés dels Estats Units
La Biblioteca del Congrés dels Estats Units va ser fundada el 1800, 24 anys després que els Estats Units obtinguessin la seva independència del Regne de Gran Bretanya. El 1814, 3.000 llibres de la Biblioteca del Congrés van ser utilitzats per les forces britàniques per cremar el Capitoli dels Estats Units durant la crema de Washington. Tot i que hi havia veus discrepants sobre aquesta destrucció del desconcert, la guerra estava motivada per un fort desig per part dels britànics d'humiliar els nord-americans.

### Institucions dedicades a la crema de llibres
La Societat de Nova York per a la Supressió de Vice Anthony Comstock, fundada el 1873, va inscriure un llibre que es cremava en el seu segell, com a objectiu digne de ser assolit. S'estima que l'èxit total de Comstock en una llarga i influent carrera va assolir la xifra de la destrucció d'uns 15 tones de llibres, 284.000 lliures de plaques per imprimir llibres tan "objectes"documentals i gairebé 4.000.000 de quadres. Tot aquest material es va definir com a " pecaminós " per la definició molt àmplia del terme de Comstock, que ell i els seus associats van fer pressió amb èxit al Congrés dels Estats Units per incorporar-los a la Llei Comstock.

### Crema de llibres sota el règim nazi (1919-1945)

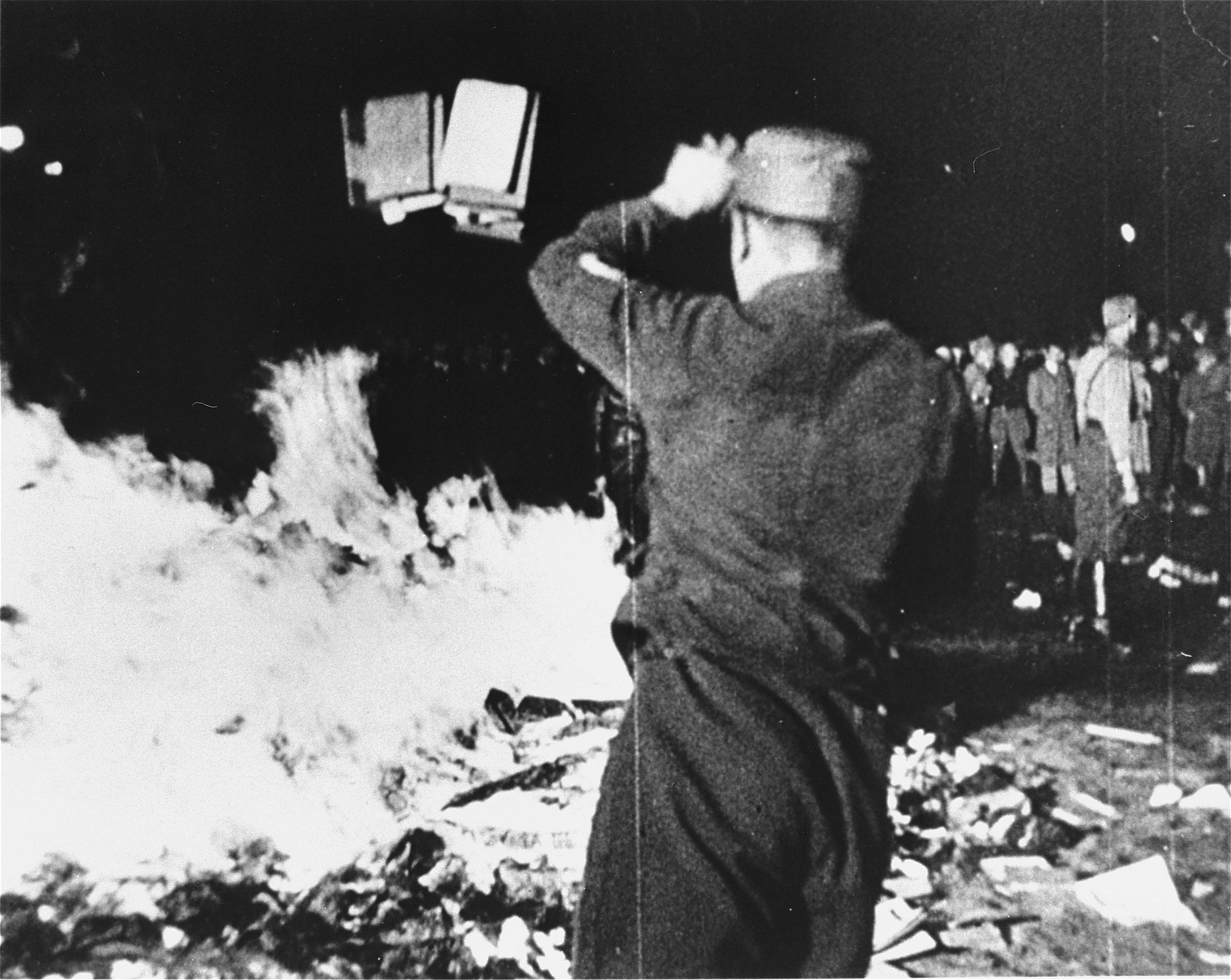
El 1933, els nazis van cremar obres d'autors jueus, i altres obres considerades "no alemanyes" a la biblioteca de l'Institut für Sexualwissenschaft de Berlín.

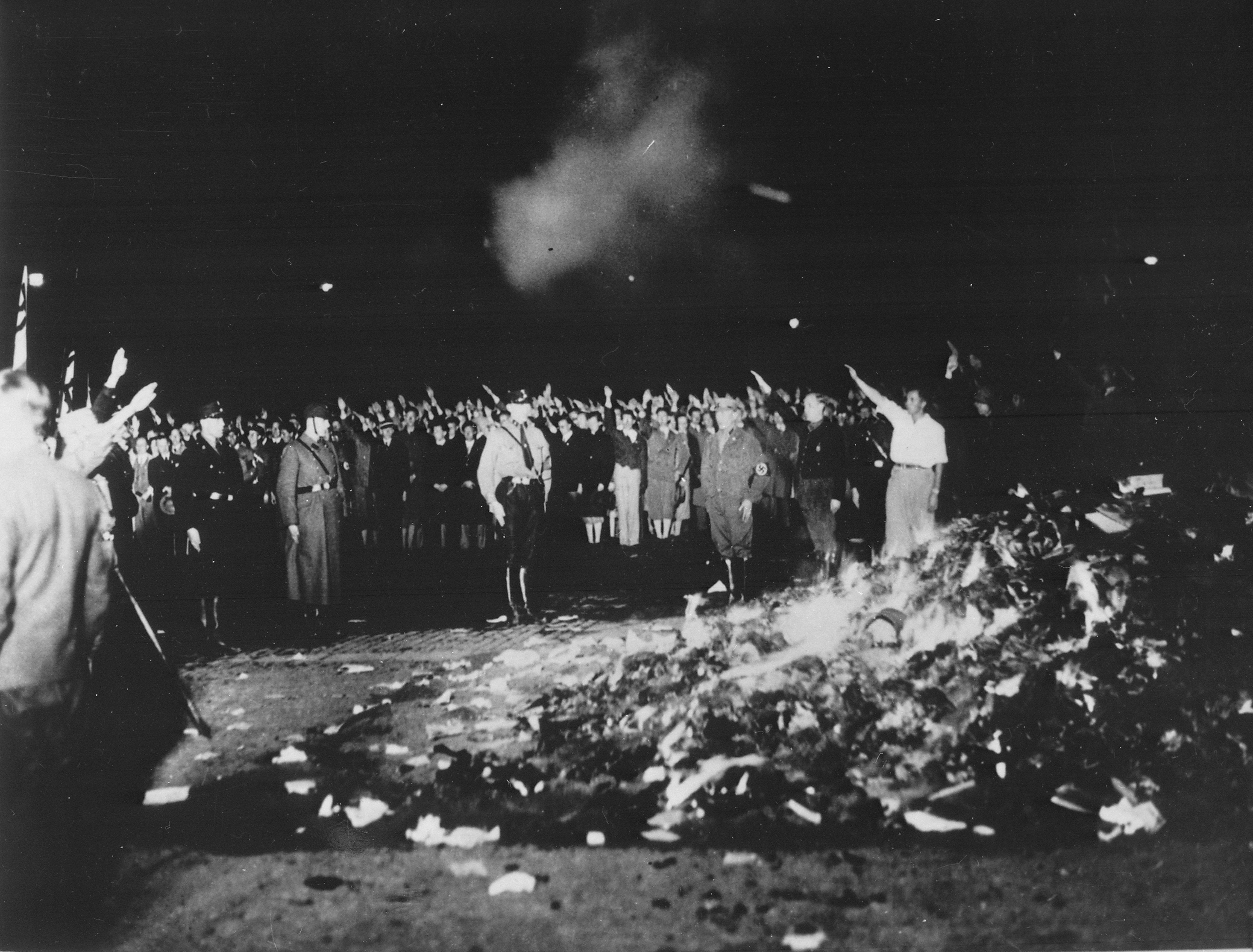
Milers de llibres que cremen en una gran foguera durant el nazisme. Els alemanys feien la salutació nazi en l'onada de crema de llibres que es va estendre a Alemanya durant el govern nazi.

La crema de llibres ordenada pels dirigents nazis va ser una campanya realitzada per la Unió d'Estudiants Alemanya (la “DSt”) del 1919 fins al 1945 per cremar de forma cerimonial llibres a l'Alemanya nazi i Àustria als anys trenta. Els llibres destinats a la crema eren aquells que eren considerats subversius o que representaven ideologies oposades al nazisme. S'incloïen llibres escrits per autors jueus, pacifistes, religiosos, liberals, anarquistes, socialistes, comunistes i sobre sexologia. Els primers llibres cremats van ser els de Karl Marx i Karl Kautsky.
La crema de llibres impulsada pel nazisme té el seu punt àlgid el 10 de maig de 1933, quan un grup d'estudiants, professors i membres del Partit Nacionalsocialista Obrer Alemany tira al foc de forma pública aquells llibres dels autors que havien estat condemants a l'ostracisme pel règim nazi en ser considerats "perillosos". El Sindicat d'Estudiants va cremar desenes de milers de volums, tot el que van poder trobar d'una llista que contenia al voltant de 4.000 títols.
La justificació del govern nazi era concloent : 
 que actua de manera subversiva sobre el nostre futur o ataca l'arrel del pensament alemany, la llar alemanya i les forces motrius del nostre poble ...

## Crema d'autors
El 1588, el cardenal anglès exiliat William Cardinal Allen va escriure "An Admonition to the Nobility and People of England and Ireland" (Una amonestació a la noblesa i al poble d'Anglaterra), una obra que va atacar durament la reina Elisabet I. S'havia de publicar a l'Anglaterra ocupada per Espanya en cas que l'Armada Invencible triomfés en la seva invasió. A la derrota de l'Armada, Allen va trametre la seva publicació a les flames, i només se sap el cas a través d'un dels espies d'Elisabet, que n'havia robat una còpia.
El rabí Nakhman de Breslev va escriure un llibre que ell mateix va cremar el 1808. Fins avui, els seus seguidors ploren "El llibre cremat" i busquen en els escrits supervivents del seu Rabí les pistes sobre què contenia el volum perdut i per què va ser destruït.
Se sap que Carlo Goldoni va cremar la seva primera obra, una tragèdia anomenada Amalasunta, quan es va trobar amb una crítica desfavorable.
Nikolai Gogol va cremar la segona meitat de la seva obra magna Les ànimes mortes, després d'haver estat sota la influència d'un sacerdot que el va convèncer que la seva obra era pecadora. Gogol després va descriure això com un error.
Tal com apunta l'obra de Claire Tomalin, "La dona invisible", se sap que Charles Dickens va fer una gran foguera amb les seves cartes i papers privats, a més de demanar a amics i coneguts que retornéssin les cartes que els va escriure o que les destruïssin ells mateixos. La majoria va complir la seva petició. El propòsit de Dickens era destruir proves de la seva aventura amb l'actriu Nelly Ternan. Per jutjar de les cartes de Dickens que han sobreviscut, el material destruït, encara que no estigués destinat a la seva publicació, podria haver tingut un mèrit literari considerable.
A la dècada de 1870 Txaikovski va destruir el manuscrit de la seva primera òpera, la Voievoda. Durant el període soviètic, la Voievoda va ser reconstruïda pòstumament a partir de les parts vocals i orquestrals i dels esbossos del compositor.
Després que Hector Hugh Munro (més conegut amb el pseudònim Saki) va ser assassinat a la Primera Guerra Mundial el novembre de 1916, la seva germana Ethel va destruir la majoria dels seus papers.
Joe Shuster, que juntament amb Jerry Siegel va crear el superheroi ficció Superman, el 1938 va cremar la primera història de Superman quan tenia la impressió que no trobaria cap editor.

## Llibres salvats de la crema

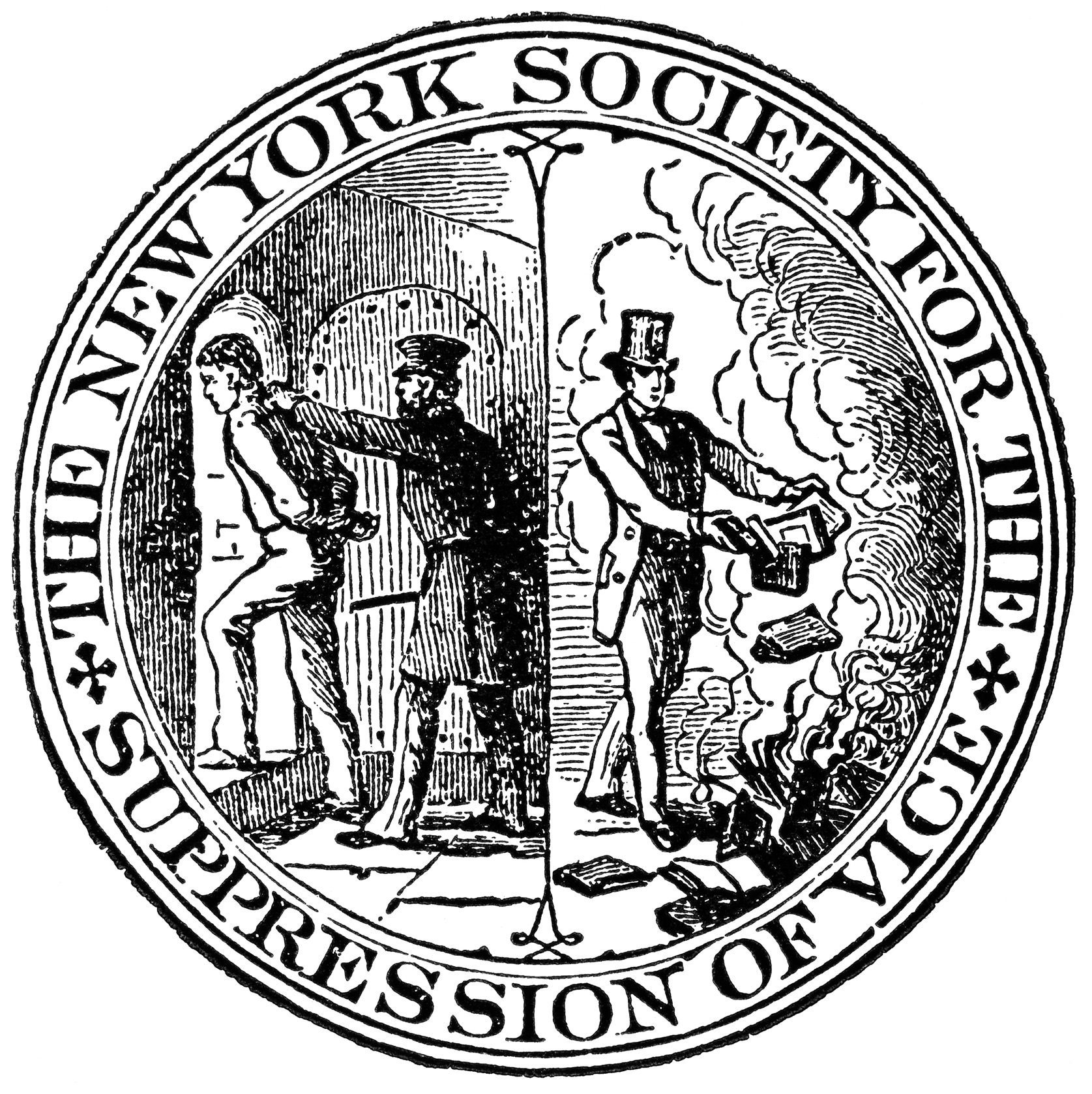
Símbol de la " New York Society for the Suppression of Vice ", que defensa la crema de llibres

A l'hagiografia catòlica, es menciona a Sant Vicenç d'Osca que va oferir la seva vida amb la condició que envies les Escriptures a cremar. Ell s'hi va negar i va ser martiritzat. Sovint es representa amb el llibre que va protegir amb la seva vida.
Un altre sant catòlic del segle x que va salvar llibres de la crema va ser santa Wiborada. Se li atribueix que havia predit el 925 una invasió dels hongaresos de la seva regió a Suïssa. La seva advertència va permetre als sacerdots i religiosos de Sant Gall i Sant Magnus ocultar els seus llibres i vi i escapar a les coves de les muntanyes properes. La mateixa Wiborada es va negar a escapar i va ser assassinada pels assaltants, essent després canonitzada. En l'art, se la sol representar amb un llibre per significar la biblioteca que va guardar i és considerada patrona de les biblioteques i bibliotecaris.
Durant una gira per Turingia el 1525, Martin Luther es va enutjar davant la crema generalitzada de biblioteques juntament amb altres edificis durant la guerra dels camperols alemanys, escrivint Contra els camperols assaltants i assasins.
Al començament de la Batalla de Monte Cassino a la Segona Guerra Mundial, dos oficials alemanys, el tinent coronel de Viena. Julius Schlegel (un catòlic romà) i el capità Maximilià Becker (un protestant) van tenir la previsió de traslladar els arxius de Monte Cassino al Vaticà. D'aquesta manera, els arxius, que contenien un gran nombre de documents relatius a la història dels 1500 anys d'abadia, així com uns 1.400 còdexs manuscrits insubstituïbles, principalment de la història patristica, haurien estat destruïts en el bombardeig aeri que va destruir gairebé completament l'Abadia poc després. Les accions prèvies dels dos oficials també es van salvar les col·leccions de la Casa Memorial Keats-Shelley de Roma, que havien estat enviades a la Abadia per a seguretat el desembre de 1942.
El Hagadà de Sarajevo, un dels manuscrits il·lustrats jueus més antics i valuosos, va ser amagat als nazis i als seus col·laboradors de l'Ustaixa per Derviš Korkut, bibliotecari principal del Museu Nacional de Sarajevo. Va posar en risc la seva pròpia vida en treure el Haggadah fora de Sarajevo, i el va lliurar a un clergue musulmà de Zenica, on va estar amagat fins al final de la guerra sota els taulers de terra d'una mesquita. Els Haggadah van sobreviure de nou a la destrucció durant les guerres que van seguir la dissolució de Iugoslàvia.
El 1940, França, un grup d'exiliats antifeixistes van crear una Biblioteca de Llibres Cremats que allotjava tots els llibres que Adolf Hitler havia destruït. Aquesta biblioteca contenia còpies de títols cremats pels nazis en la seva campanya per netejar la cultura alemanya d'influències jueves i estrangeres com la literatura pacifista i decadent. Els mateixos nazis van planejar fer un "museu" del judaisme un cop finalitzada la Solució Final per albergar certs llibres que havien guardat.

## Testaments de crema de llibres
Quan Virgili va morir, va deixar instruccions de que es cremés el seu manuscrit de l' Eneida, ja que es tractava d'una versió d'esborrany amb falles no corregides i no d'una versió final per la seva publicació. Així i tot, aquesta instrucció es va ignorar. L'Eneida, publicada en aquesta forma "imperfecta", es el motiu principal pel qual Virgili deu la seva llarga fama, i es considera una de les grans obres mestres de la literatura clàssica en el seu conjunt.
Abans de morir, Franz Kafka va escriure al seu amic i marmessor literari Max Brod: "Estimat Max, la meva darrera petició: tot el que deixo enrere ... a manera de diaris, manuscrits, cartes (meves i d'altres"), esbossos., i així successivament, [s'ha] de cremar sense llegir. " Brod va obviar els desitjos de Kafka, creient que Kafka li havia donat aquestes indicacions, perquè Kafka sabia que no els acceptaria. Si Brod hagués dut a terme les instruccions de Kafka, pràcticament tota l'obra de Kafka, tret d'alguns relats breus publicats a la seva vida, s'hauria perdut per sempre. La majoria de crítics, en el seu moment i fins a l'actualitat, justifiquen la decisió de Brod.
Un cas similar es refereix a la coneguda poeta nord-americana Emily Dickinson, que va morir el 1886 i va deixar a la seva germana Lavinia la instrucció de cremar tots els seus papers. Lavinia Dickinson va cremar gairebé totes les correspondències de la seva germana, però va interpretar la voluntat de no incloure els quaranta quaderns i fulls solts, tots plegats amb gairebé 1800 poemes. Els poemes salvats per Lavinia es van començar a publicar aquell mateix any. Si Lavinia Dickinson hagués estat més estricta a l'hora de dur a terme la voluntat de la seva germana, s'hauria perdut tot un petit grapat de l'obra poètica d'Emily Dickinson.

## Crema moderna de llibres
Avui en dia encara es produeixen cremes de llibres. Malgrat que es un acte condemnat per la majoria de la societat, la crema de llibres encara es produeix a petita o gran escala. A la República Popular Xina, els funcionaris de les biblioteques donen a conèixer la crema de llibres que no han gaudit del favor amb les elits del Partit Comunista de la Xina.
A Azerbaidjan, quan es va adoptar un alfabet llatí modificat, es van cremar llibres publicats amb escriptura àrab, sobretot a finals dels anys vint i trenta. Els textos no es limitaven a l'Alcorà, també es van destruir manuscrits mèdics i històrics.

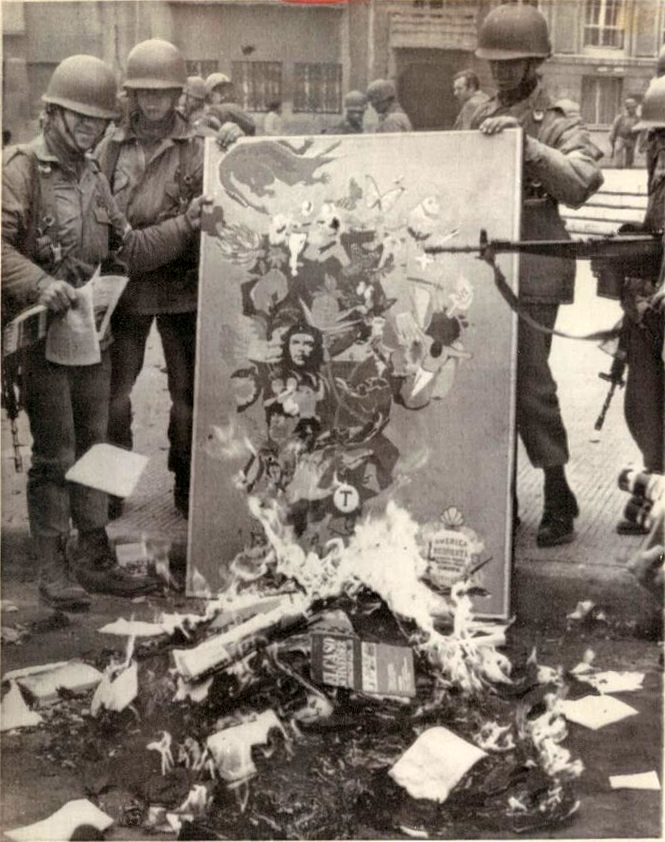
Crema de llibres a Xile arran del cop del 1973 que va instal·lar la Dictadura militar (Xile).

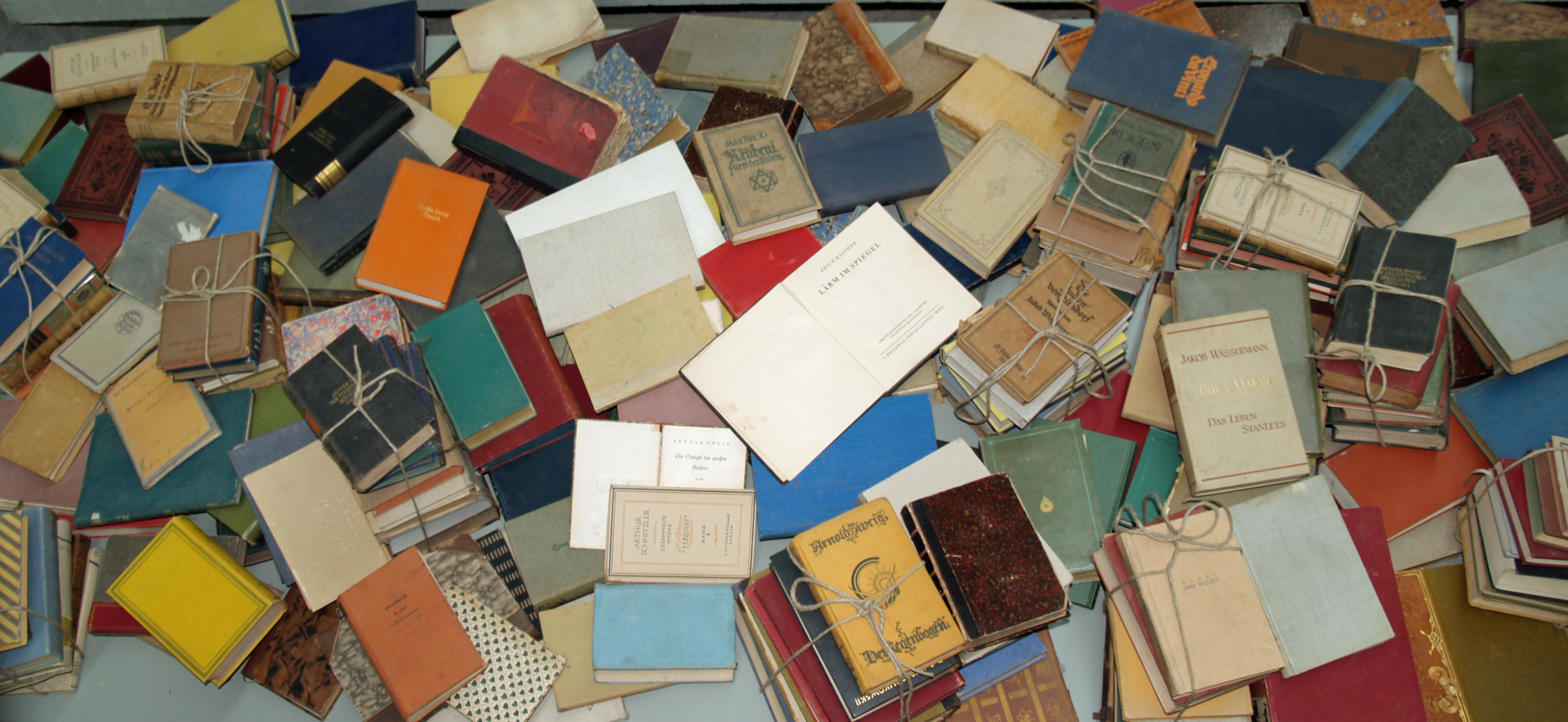
Còpies de llibres cremats pels nazis, que es mostraran a Yad Vashem

Les cremes de llibres es van organitzar regularment a l'Alemanya nazi als anys trenta per les Sturmabteilung per destruir obres degenerades, especialment per autors jueus com Thomas Mann, Marcel Proust i Karl Marx. Durant la desnazificació posterior a la guerra, la literatura confiscada pels aliats es va reduir a polpa en lloc de ser cremada.
A la dècada de 1950, més de sis tones de llibres de William Reich van ser cremats als Estats Units sota ordres judicials. El 1954, les obres de Mordecai Kaplan van ser cremades per rabins jueus ortodoxos a Amèrica, després que Kaplan fos excomunicat.
A Dinamarca, es va produir una crema de còmics el 23 de juny de 1955. Es tractava d'una foguera formada per còmics i, a més, un retallable de cartró de la vida útil de The Phantom.
Kjell Ludvik Kvavik, un alt funcionari noruec, tenia una gran obsessió per treure mapes i altres pàgines de llibres rars i va ser inculpat el gener de 1983 per un jove estudiant universitari. L'estudiant, Barbro Andenaes, va informar de les accions de l'alt funcionari al superintendent de la sala de lectura i després al bibliotecari titular de la biblioteca de la universitat d'Oslo. Els mitjans de comunicació van mantenir el nom de l'autor en l'anonimat fins que la policia va investigar a casa seva. Les autoritats van requisar 470 mapes i gravats, així com 112 llibres que Kvavik havia prestat il·legalment. Si bé aquesta demostració no és gran i violenta durant les guerres, el desconeixement de Kvavik per les biblioteques i llibres demostra que la destrucció de llibres a qualsevol escala pot afectar tot un país. A la Biblioteca de la universitat només se li va restituir una petita part dels costos que va suposar la pèrdua i la destrucció de documents rars, així com els canvis de seguretat que calia fer. En aquest cas, l'interès de beneficis personals i el benefici de la pròpia col·lecció va ser la causa del desvallestament de llibres i mapes rars. Si bé l'objectiu principal no era la destrucció per la destrucció, els danys causats al material efímer encara tenen conseqüències a la biblioteca.
El 1984, l'Institut sud-africà d'Amsterdam va ser infiltrat per un grup organitzat que es va dedicar a cridar l'atenció sobre la desigualtat de l'apartheid. Ben organitzats i assegurant als directors de la biblioteca que no els causaria cap mal, els membres del grup van trencar sistemàticament màquines de microfitxes i van llançar llibres al curs d'aigua mes proper. Indiscriminadament es va destruir molts títols fins que el grup va marxar. Els membres del personal pescaven llibres des de l'aigua amb l'esperança de salvar les rares edicions de llibres de viatges, documents sobre les Guerres Boer i altres documents contemporanis, tant a favor com en contra de l'apartheid. Molts van ser destruïts per oli, tinta i pintura que els manifestants anti-apartheid havien llançat al voltant de la biblioteca. El món es mostrava indignat davant la pèrdua de coneixement que havien provocat aquests manifestants i, en lloc de guanyar-se el seu suport i rebre atenció sobre el tema de l'apartheid, l'audiència internacional va clamar contra les accions de l'Institut sud-africà d'Amsterdam. Alguns manifestants es van presentar a les autoritats per explicar que creien que l'institut era pro-apartheid i que no s'estava fent res per canviar l'statu quo a Sud-àfrica.
L'arribada de l'era digital ha donat com a resultat una immensa col·lecció d'obra escrita catalogada exclusivament o principalment de forma digital. La supressió o eliminació intencionada d'aquestes obres ha estat sovint referida com una nova forma de crema de llibres.
Alguns seguidors han celebrat casos de crema de llibres en art i altres mitjans de comunicació. Tal és el baix relleu de Giovanni Battista Maini, de La crema de llibres herètics a una porta lateral de la façana de Santa Maria Maggiore, Roma, que representa la crema de llibres "herètics" com a triomf de la justícia.
Durant els anys de la dictadura militar xilena sota Augusto Pinochet (1973-1990), centenars de llibres van ser cremats com a forma de repressió i censura de la literatura d'esquerres. En alguns casos, fins i tot es van cremar llibres sobre el cubisme perquè els soldats creien que tenia a veure amb la Revolució cubana.
Un incident similar també es va produir a Mullumbimby, Nova Gal·les del Sud, Austràlia el 2009. Es tractava d'actuar amb un patró similar a la crema de llibres que havia ocorregut a la l'Alemanya Nazi. Estudiants van acusar el "culte socialment nociu" de la Medicina Universal, un negoci de curació esotèrica de Serge Benhayon. Els estudiants van ser convidats a llançar els seus llibres a la pira. La majoria dels volums eren sobre medicina tradicional xinesa, cinesiologia, acupuntura, homeopatia i altres modalitats de curació alternatives, totes les quals Benhayon havia decretat el mal o la " prana ".
El 1981, la policia i els paramilitars singalesos van cremar la Biblioteca Pública de Jaffna., a Sri Lanka durant un pogrom contra la població tamil minoritària. En el moment de la seva crema, contenia gairebé 100.000 llibres tàmils i documents rars.
Es calcula que durant els anys noranta a Croàcia, el govern croat va destruir més de 2,8 milions de llibres. Aquests eren els llibres escrits en ciríl·lic, escrits en versió ekaviana del serbocroat, escrits pels serbis o per croats "no pertinents".

## Crema de llibres sikh
En la religió sikh, es crema qualsevol còpia del seu llibre sagrat, Guru Granth Sahib, que estigui malmès per ser utilitzat i els residus d'impressora que portin qualsevol dels seus textos. Aquest ritual s'anomena Agan Bhet, i és similar al ritual que es realitza quan es cremà un sikh mort.

## Crema de llibres a la cultura popular
En la seva obra de 1821, Almansor, l'escriptor alemany Heinrich Heine –en referència a la crema del llibre sant musulmà, l'Alcorà, durant la Inquisició espanyola va escriure: “On cremen llibres, també al final cremen éssers humans ". (" Dort, wo man Bücher verbrennt, verbrennt man auch am Ende Menschen " .) Més d'un segle després, els propis llibres de Heine es trobaven entre els milers de volums que els nazis van ser cremats a l'Babelplatz de Berlín, fins i tot mentre el seu poema Lorelei continuava imprès als llibres escolars alemanys com "d'un autor desconegut". El regiment nazi després va cometre altres actes de genocidi cultural. Uns anys després de la crema de llibres de Heine, el regiment nazi cometria delictes com l'Holocaust.